# Regne de Barotselàndia

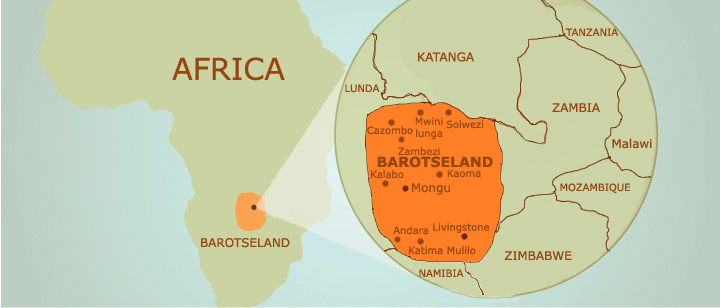
Mapa de situació de Barotselàndia

Barotselàndia és una regió entre Namíbia, Botswana, Zimbabwe, Zàmbia i Angola, i és la pàtria del poble lozi o barotse o malozi com ells s'anomenen; són un grup unificat de no menys de 20 tribus diverses relacionades entre si a través de parentiu, la branca original de les quals són els luyi (maluyi), i també van assimilar als basotho del nord de Sud-àfrica que van anomenar kololo.
Els barotse parlen una llengua complexa, el silozi, que va derivar de diverses llengües però principalment del sesotho. Barotselàndia cobreix una àrea de 126,386 quilòmetres quadrats, però es calcula que ha estat dues vegades més gran a punts determinats de la seva història. Una vegada fou un imperi, estès entre Namíbia i Angola i incloent altres parts de Zàmbia, incloent també la important regió del Copperbelt del sud-oest de la República Democràtica del Congo, província de Katanga.
Sota l'administració colonial britànica, Barotselàndia va gaudir d'autonomia relativa des del final del segle xix. El Litunga, el nom lozi per designar el rei de Barotselàndia, va negociar acords, primer amb la Companyia Britànica de l'Àfrica del Sud (BSAC), i després amb el govern britànic que va assegurar el regne, el qual va mantenir molta de la seva autoritat tradicional. Barotselàndia era essencialment una nació-estat, un protectorat dins del protectorat més gran de Rhodèsia del Nord-oest (1900-1911) i Rhodèsia del Nord (1911-1964). A canvi d'aquest estatus de protectorat, el Litunga va donar a la BSAC drets d'explotació mineral a Barotselàndia.
Històricament ha tingut una autonomia substancial dins de Zàmbia, tot i que els habitants de Barotselàndia consideren que no s'ha respectat, i això va portar el Consell Nacional de Barotselàndia a proclamar el seu dret a autodeterminar-se, el 27 de març de 2012. De moment, el procés continua sense conflictes greus.
Barotselàndia és la regió menys desenvolupada de Zàmbia, amb una única carretera pavimenada en la província, de Lusaka a Mongu, capital provincial. El subministrament elèctric és dispers, relacionat amb la planta hidroelèctrica obsoleta de les cascades Victòria.
La monarquia constitucional tradicional té orígens nilòtics orígens amb el regne al principi dividit en nord i sud. El nord governat per un home, el rei, anomenat el Litunga, que significa 'posseïdor o guardià de la terra', i el sud és governat per una dona, Litunga la Mboela, "Reina del sud" que era directament descendent de l'antic Litunga Mulambwa que va governar al tomb del segle dinovè i a través del seu net, Litunga Lewanika qui va governar de 1878 a 1916, amb un trencament (1884-85), el qual va restaurar les tradicions dels Lozi econòmiques i polítiques en el marc de la invasió pels Makololo, els conflictes interns, i les amenaces externes com la plantejada pels Matabeles i l'extensió del colonialisme europeu.
El Govern de Barotselàndia és el kuta, i està presidit pel ngambela (primer ministre).

## Història
Abans l'arribada d'exploradors europeus com David Livingstone els barotses no van tenir història escrita, així que la història va ser passada de boca a boca. Es creu que la nació dels barotse va ser fundada per la reina Mbuywamwambwa, la matriarca Lozi, fa més de 500 anys. Els integrants eren emigrants del Congo. Altres agrupacions ètniques que constitueixen l'actual poble Barotse eren emigrats de Sud-àfrica, Angola, Zimbabwe, Namíbia i Congo. El poble barotse (o Lozi) va arribar al riu Zambeze el segle xvii i el seu regne van créixer fins que va comprendre uns 25 pobles del que després foren Rhodèsia del Sud fins a l'Estat Lliure del Congo i des d'Angola fins al riu Kafure. En aquest temps, Barotselàndia era ja una monarquia.
Una investigació detallada a la història del poble Barotse es va portar a terme en 1939 amb relació a l'anomenada "Disputa Balovale" (vegeu més endavant).
El 1845 Barotselàndia fou conquerida pels Makalolo (Kololo) de Lesotho – cosa que és la causa que la llengua del poble barotse, el silozi, sigui una variant del Si-suto. Els Makololo eren al poder quan Livingstone va visitar Barotselàndia però després de trenta anys els Luyi van enderrocar al rei Kololo.
L'estatus de Barotselàndia en l'era colonial fou diferent de les altres regions que esdevingueren Zàmbia. Fou el primer territori al nord del Zambeze a signar concessions de minerals i va demanar (1890) el protectorat a la British South Africa Company (BSAC) de Cecil Rhodes. Això va ser incitat pel rei Lewanika per por d'una invasió del poble matebele sota el rei Lobengula.
Per 1880 el regne va quedar estabilitzat i el rei Lewanika va signar un tractat el 26 de juny de 1889 per proporcionar al regne reconeixement internacional com a Estat. Després del descobriment de diamants, el rei Lewanika va començar a comerciar amb Europa. La primera concessió comercial va ser signada el 27 de juny de 1889 amb Harry Ware, i a canvi el rei Lewanika i el seu regne serien protegits. Ware va transferir la seva concessió a John Cecil Rhodes de la Companyia Britànica de l'Àfrica del Sud (BSAC). Buscant la millora de la protecció militar i amb la intenció de signar un tractat amb el govern britànic, el rei Lewanika va signar el 26 de juny de 1890 la concessió Lochner posant Barotseland sota la protecció de la Companyia Britànica de l'Àfrica del Sud (BSAC), però de fet fou una part simplement del Protectorat de Rhodèsia, ja que la BSAC no podia donar l'estatus de protectorat (que era cosa del govern britànic).
Més tard Lewanika va protestar a Londres i a la reina Victòria al·legant que els agents de la BSAC van vulnerar els termes de la concessió, però les seves protestes van caure en orelles sordes, fins que, per una Order in Council de la reina Victòria, es va establir el protectorat de Barotselàndia-Rhodèsia del Nord-oest el 1899 (efectes el 1900), i Barotseland va formar la part essencial d'una unitat de Rhodèsia del Nord-oest.

## Balovale
En la dècada de 1930, hi hi havia problemes entre el poble barotse i els pobles balovale i balunda, tribus que ocupaven les terres al nord de la terra ocupada pel poble barotse. El rei Barotse va reclamar que aquestes tribus eren vassalles, mentre aquestes ho negaven. Finalment el govern va establir una comissió per investigar la realitat, la qual va donar raó als balovale i balunda.

## Bandera

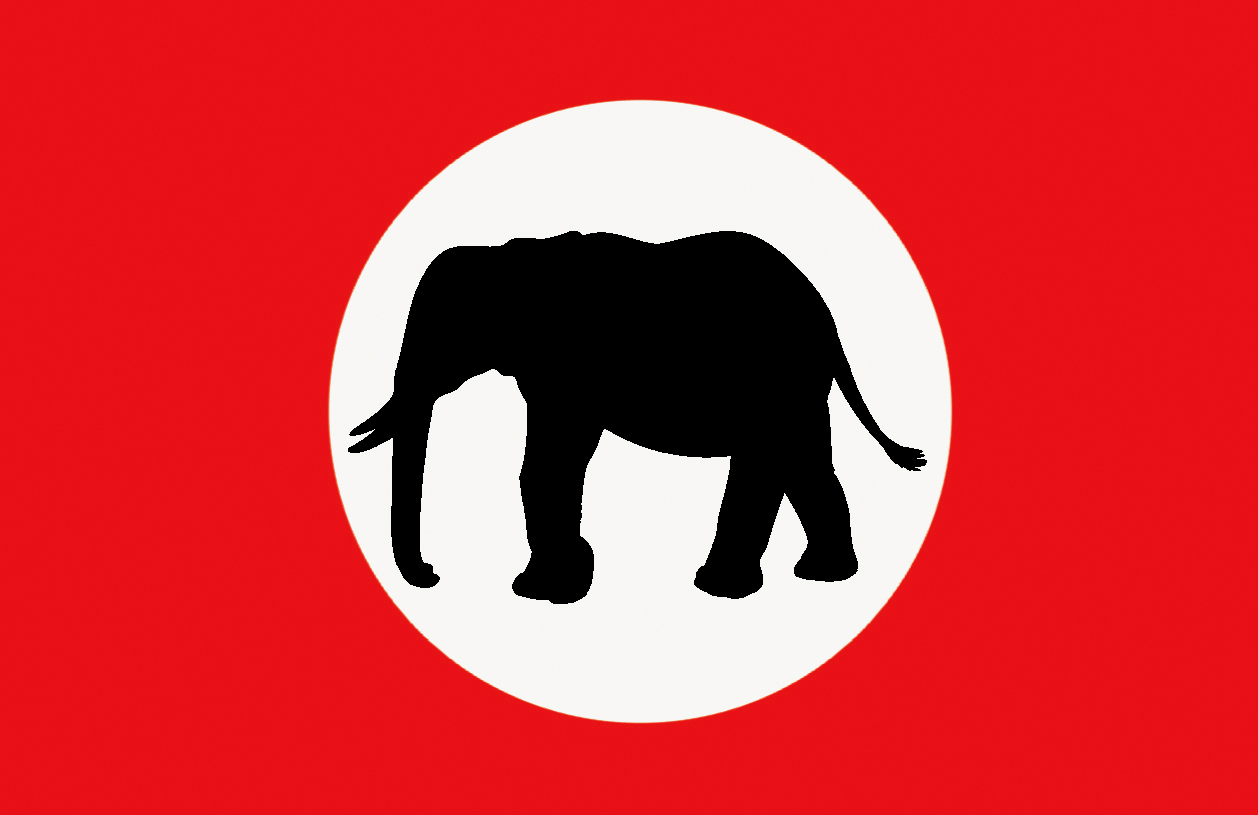
Estàndard reial de Barotselàndia. Generalment l'elefant negre està dins un quadre i no dins un disc.

La bandera nacional de la nació barotse és vermella amb una franja diagonal descendent al mig, que a vegades apareix fimbreijada en negre.

## Barotseland Acord 1964
El 18 de maig de 1964, el Litunga i Kenneth Kaunda, primer ministre de Rhodèsia del Nord, van signar el "Barotseland Agreement 1964" que va regular la posició de Barotselàndia dins de Zàmbia en lloc de l'acord anterior entre Barotselàndia i el Govern britànic. L'acord va ser basat en una llarga història d'interaccions socials, econòmiques i polítiques, però significava concedir autonomia permanent a Barotselàndia. El Barotseland Agreement va concedir a les autoritats locals de Barotselàndia drets d'autogovern i drets de ser consultat per determinats afers, incloent per damunt la terra, recursos naturals i govern local. També establia al Litunga de Barotseland com "l'autoritat local principal pel govern i administració de Barotseland", que tindria el control del "Barotse Native Government", les "Barotse Native Authorities", els tribunals coneguts com a "Barotse Native Courts", "matèries relacionades amb govern local", "terra", "boscos", "pesca", "control de caça", "preservació d'animals", el "Barotse Native Treasury", el "subministrament de cervesa i "impostos locals". Hi hi havia també el dret que els judicis de les corts de Barotselàndia no poguessin ser objecte d'apel·lació als tribunals de Zàmbia.
Al cap d'un any d'agafar el càrrec de president de Zàmbia ara independent el 24 d'octubre de 1964, el President Kenneth Kaunda va començar per introduir diverses lleis que abrogaven la majoria dels poders concedits a Barotselàndia sota l'Ageement pactat. Notablement, la Local Government Act de 1965 va abolir les institucions tradicionals que havien governat Barotselàndia i va posar el regne sota l'administració d'un sistema de govern local uniforme. Llavors el 1969 el Parlament de Zàmbia va aprovar la Constitutional Amendment Act (esmena constitucional) anul·lant el Barotseland Agreement de 1964. Més tard en el mateix any el govern va canviar el nom de Barotseland al de Província Occidental i va anunciar que totes les províncies serien tractades "igualment". La dissolució de l'acord (Agreeement) i la tossuderia de governs successius ignorant les crides per restaurar-lo van portar a la tensió actual de la regió. Un de les raons per què Kenneth Kaunda "va revocar" la llei d'Independència de Zàmbia del Regne Unit és per ser que establia la continuació de Barotselàndia

## Era post colonial
Un desig per la secessió va ser expressat de tant en tant, causant alguna fricció amb el govern de Kenneth Kaunda. Segons el govern Barotse, el govern en Lusaka castiagava a Barotselàndia en desenvolupament donc hi ha només una carretera asfaltada carretera al centre, de Lusaka a la capital provincial de Mongu, i no té cap mena de projectes d'infraestructura estatal que si que es troben en altres províncies; els subministraments d'electricitat són erratics, confiats a una connexió envellida a la planta hidroelèctrica de Kariba. Consegüentment, les protestes secessionist són presents cada cop més sovint.
El 2012, un anomenat Consell Nacional de Barotselàndia va acceptar l'abrogació per Zàmbia del Barotseland Agreement de 1964, el que suposava rescindir el tractat pel qual Barotselàndia inicialment es va unir Zàmbia.
El 2013, Barotseland esdevenia membre de l'UNPO, l'Organització de Nacions i Pobles No Representats, unint-se a Tibet, Taiwan i altres en aquesta organització internacional dedicada a donar una veu a pobles que no estan actualment representats a les Nacions Unides. Molts Estats moderns, incloent Estònia, Letònia, Armènia i Timor Oriental foren membres anteriorment de l'UNPO.
A causa de les violacions continuades dels drets humans per part de Zàmbia, el 2013 la Barotseland National Freedom Alliance (Aliança Nacional de la Llibertat de Barotselàndia) va demanar a la Comissió africana de Drets Humans i Drets dels Pobles a Banjul d'examinar les violacions de Zàmbia. Aquest assumpte actualment està sent examinat per la Comissió.

## Situació actual
Barotseland és ara teòricament independent de Zàmbia, sobre la base del judici de la Cort Suprema de Zàmbia que va decidir que el Barotseland Agreement de 1964 havia estat abrogat unilateralment per Zàmbia i, per tant, era nul i no celebrat (vegeu damunt), és a dir, Zàmbia es desentenia de Barotselàndia, que per tant revertia a la situació que va existir abans de la independència de Zàmbia, o sigui retornant Barotselàndia a la condició de Protectorat de Gran Bretanya. Però Gran Bretanya no vol quedar implicada.

## Judici del Tribunal suprem
En un esforç per solucionar l'afer del Barotseland dins del marc legal de la República de Zàmbia, Sa Majestat el rei Ilute Yeta III, va portar l'assumpte al Tribunal suprem de Zàmbia, per buscar una interpretació de l'Article 4 i 8 del Barotseland Agreement. En nom de la República de Zàmbia, el llavors Fiscal General, Mwelwa Chibesakunda, en el Tribunal suprem clarament al·legava que el Barotseland Agreement havia estat abrogat i rescindit i així acabava tot. El 4 de desembre de 1991, en una sentència, el Tribunal suprem de Zàmbia va decidir que el Barotseland Agreement de 1964 estava abrogat i ja no existia. Els espectacles durant el judici van permetre veure viscudament com el govern de Zàmbia violava i anul·lava el Barotseland Agreement. Això clarament significava que no hi havia cap relació entre les dues nacions i no hi havia res que la gent pogués fer per restaurar la relació trencada entre Zàmbia i Barotselàndia perquè el Tribunal suprem clarament havia declarat que el Barotseland Agreement va ser rescindit en introduir esmenes a les lleis.
El que resta ara és un acte d'ocupació il·legal; Zàmbia ha rescindit l'acord i no obstant això continua gaudint dels privilegis i els drets que es van establir al Barotseland Agreement. El malestar a Barotselàndia creix dia a dia.

## Partits polítics
En les eleccions de 1962 el Partit Nacional Barotse (BNP) va disputar dos districtes de Barotselàndia com a part de l'aliança amb el Partit Federat Unit (United Federal Party). En ambdós districtes, el candidat de BNP fou clarament derrotat pel candidat d'UNIP.
Actualment, hi ha tres grups que reclamen representar Barotselàndia. El gener de 2012, El president de Zàmbia, Michael Sata es va trobar amb els representants dels tres grups a la Zambian State House a Lusaka. Els grups són Linyungandambo, Moviment de Llibertat Barotse (Barotse Freedoom Movement, BFM) i el Movement for the Restoration of Barotseland (MRB) o Moviment per la Restauració de Barotselàndia. Els experts diuen que aquests tres grups poden esdevenir els partits polítics principals de una Barotselàndia independent. La lluitan entre els tres grups ja va emergir. Un article que va aparèixer en el Zambian Watchdog informava que havia estat autoritzat per un representant del BFM per condemnar les activitats del grup Linyungandambo. El BFM va acusar el Linyungandambo d'haver instal·lat una pàgina web del govern de Barotseland sense consultar als altres, i va incloure membres de BFM en el "Govern de Barotselàndia" Arxivat 2015-09-23 a Wayback Machine. sense els seus consentiments, i desatenent l'esforç fet per Sata per trobar una solució duradora. L'autor, Shuwanga Shuwanga va també revelar com el Linyungandambo ja havia rebutjat treballar amb el BFM el 2011.
Els diversos grups d'activistes a favor de l'autodeterminació de Barotselàndia han format després una organització paraigua anomenada Barotse National Freedom Alliance (BNFA) o Aliança Nacional per la Llibertat de Barotseland, que té al seu capdavant 'anterior primer ministre del regne (Ngambela) Clement W. Sinyinda.

## Manifestacions i protestes públiques

### 2010
Dos persones que protestaven va rebre trets i van morir quan un policia va obrir foc sobre una multitud a Mongu, Província Occidental.
Un grup de recent fundació, el Barotse Freedom Movement (BFM) va organitzar la protesta per aixecar conscienciació sobre la necessitat de restaurar el Barotse Agreement de 1964. La policia immediatament es va traslladar al lloc de la protesta i va dispersar a la multitud dient que la reunió era il·legal.

### 2011
El 14 de gener de 2011, milers de persones a Mongu en Província Occidental la majoria d'ells joves, van causar disturbis reclamant la restauració del Barotseland Agreement de 1964. Durant l'aldarull com a mínim dues persones van resultar mortes mentre aproximadament 120 va ser arrestades, sent acusades de traïció i empresonats a Mumbwa per nou mesos.
El Ngambela de Barotseland Maxwell Mututwa, ex Primer ministre de Barotseland va ser enviat el 2011 a presó a l'edat de 92 anys per l'Estat de Zàmbia, després dels aldarulls a Mongu,

### 2012
Centenars de persones van ser arrestats i jutjats en relació als aldarulls del 14 de gener de 2011 aldarulls que van deixar com a mínim dos mort i molts altres ferits.

### 2014
El Administrador General de Barotselàndia, Hon. Afumba Mombotwa i tres altres membres del Govern Provisional de Barotselàndia van ser arrestats per la polícia de Zàmbia i enviats a la presó de Mumbwa i després a la de Kabwe, i acusats que en data desconeguda però entre l'1 de març de 2012 i el 20 d'agost de 2013 mentre eren al districte de Sioma quatre persones (Hon. Afumba Mombotwa, Hon. Kalima Inambao, Hon. Pelekelo Kalima I Hon. Paul Masiye) actuant conjuntament i juntament amb persones desconegudes van conspirar per la seccessió de la "Província Occidental" (Barotselàndia) de la resta de Zàmbia. El 26 de gener de 2015, el tribunal de magistrats Mwembeshi va decidir que el seu cas havia de passar a la Cort Suprema Kabwe i que els presoners ja havien estat empresonats el període màxim des del 5 de desembre 2014.

## Reis (Mbumu wa Litunga)
- ? - ? Mboo Mwanasilandu
- ? - ? Inyambo
- ? - ? Yeta I
- ? - ? Ngalama
- ? - ? Yeta II Malute
- ? - ? Ngombala
- ? - ? Yubya Lukama -Regent
- ? - ? Mwanawina I
- ? - 1812 Mwananyanda Liwale
- 1812 - 1830 Mulambwa Santulu
- 1830 Silumelume
- 1830 - 1838 Mubukwanu
- 1838 Imasiku
- 1838-1864 Govern dels invasors Makololo, els caps governen amb el títol de Morêna
- * 1838 - 7 Jul 1851 Sebetwane
- * 1851 Mma Motshisane (f)
- * 1851 - 1863 Sekeletu
- * 1863 Mambili
- * 1863 Liswaniso (rebel)
- * 1863 - 1864 Mbololo
- 1864 - 1876 Sipopa Lutangu
- 1876 Mowa Mamili -Regent
- 1876 - 1878 Mwanawina II
- 1878 - 1884 Lubosi I Lewanika (primera vegada)
- 1884 - 1885 Tatila Akufuna
- 1885 Sikufele (en rebel·lió)
- 1885 - 1916 Lubosi I Lewanika (I) (segona vegada)
- 4 de febrer de 1916 - 13 de març de 1916 Mokamba (regent)
- 1916 - 1945 Yeta III
- 1945 - 1946 Shemakone Kalonga Wina (regent, primera vegada)
- 1946 - 1948 Imwiko I Lewanika
- Juny de 1948 - agost de 1948 Shemakone Kalonga Wina (regent, segona vegada)
- 1948 - 1968 Mwanawina III (Sir des de 1959)
- 13 de novembre de 1968 - 15 de desembre de 1968 Hastings Ndangwa Noyoo (regent)
- 1968 - 1977 Godwin Mbikusita Lewanika II
- 1977 - 2000 Ilute Yeta IV
- 2000 - Lubosi II Imwiko II

## Primers ministres (Ngambela)
- ? - ? Ing'uwa-Mwambwa
- ? - ? Imbala-Mwambwa
- ? - ? Imandi Liomba
- ? - ? Angulu
- ? - ? Iwake (primera vegada)
- ? - ? Namunda
- ? - ? Malende Sikwanda-kwanda
- ? - ? Iwake (2nd time)
- 18? - 18? Namunda Katanekwa
- 18? - 18? Nambayo
- 18? - 18? Namuyamba
- 18? - 18? Muswa
- 18? - 18? Mamili
- 18? - 1878 Ngenda Mufolofolo
- 18? - 18? Silumbu Akapelwa
- 1885 - 1898 Mwauluka
- 1899 - 1919 Mokamba
- 1919 - 1920 Kueleka Tawila Silumba
- 1920 - 1928 Mataa Ndiku
- 1929 - 1941 Mbwangweta Munalula
- 1941 - 1948 Shemakono Kalonga Wina
- 1948 - 1956 Mukele Walubita
- 1956 - 1962 Akabeswa Imasiku
- 1962 - 1963 Evans Silumelume Siyubo
- 1963 - 1964 Muleta (interí)
- 1964 - 196? Hastings Ndangwa Noyoo
- 196? - 1969 Imwaka Mahela
- 1969 - 1972 Francis Lishomwa Suu
- 1972 - 19? Griffith Musialike Mukonde
- 1996 - 1999 Maxwell Mututwa
- 2000 - 200? Mukela Manyando
- 200? - 200? Imbuwa Imwaka (acting)
- 2006 - 2008 Imasiku Lyamunga (interí)
- 2009 - 2011 Litia Walubita (interí)
- 2011 - 2012 Induna Inete (interí)
- 31 de gener de 2012 - 10 de novembre de 2012 Clement Wainyae Sinyinda
- 2013 - Godfrey Lifuna Siisii (interí))

## Residents britànics
- 1897 - 1907 Robert Thorne Coryndon, resident

## Residents Comissionats
- 1953 - 1957 Alan Forbes Bourne Glennie
- agost de 1957 - desembre de 1957 Glyn Smallwood Jones
- 1958 - 1961 Gervas Charles Robert Clay
- 1961 - 1963 Frank Maurice Noel Heath (interí)
- 1963 - 1964 Colin Guy Champion Rawlins